# Sadegh Hedayat
Sadegh Hedayat (in persiano صادق هدایت‎; IPA: [ˈsɑːdəq hədɑːˈjæt]; Teheran, 17 febbraio 1903 – Parigi, 4 aprile 1951) è stato uno scrittore, critico letterario e traduttore iraniano.
Viene considerato il padre della letteratura persiana moderna.

## Biografia
Nato in una famiglia nobile iraniana, frequentò le scuole in Iran, diplomandosi in un liceo francese a Teheran. Durante il liceo scrisse due racconti tra cui L'uomo e l'animale, in cui parla degli affetti e sentimenti degli animali. Divenne un convinto vegetariano già da quando era al liceo. Dopo il diploma lasciò l'Iran e andò in Belgio per studiare ingegneria. Non avendo trovato soddisfazione negli studi, lasciò l'università e si trasferì a Parigi.
In Francia tentò il suicidio ma fu salvato da un pescatore. Senza mai finire gli studi in Europa, tornò in Iran e cominciò a lavorare alla banca nazionale; in questo periodo scrisse una lettera a un amico in cui si lamentava del destino della sua vita personale. Decise poi di partire per l'India dove iniziò a imparare la lingua pahlavi da uno scienziato indiano, approfondendo anche le sue conoscenze zoroastriane in una comunità parsi.
Tradusse poi La pagella di Ardeshire Pakan in persiano. Tornato in Iran, passò dal lavoro in banca a quello al Ministero della Cultura. In Iran continuò a studiare la storia e il folklore dell'Iran e la letteratura occidentale, traducendo numerosi romanzi in persiano; si interessò in particolare alle opere di Guy de Maupassant, Anton Čechov, Rainer Maria Rilke, Edgar Allan Poe e Franz Kafka. Morì suicida a Parigi.

## Opere
Durante la sua breve esistenza, Hedayat pubblicò numerosi racconti e romanzi brevi, due drammi storici, una commedia, un diario di viaggio e diverse opere satiriche. Inoltre scrisse varie opere di critica letteraria, studi sul folklore persiano e traduzioni dal persiano medio e dal francese. Le sue tendenze letterarie amalgamarono il realismo con il naturalismo ed il decadentismo Occidentale, oltre il folklore con il linguaggio popolare. Negli ultimi anni di vita si accostò anche a tematiche politiche e sociali, come nel caso di Hagi Aqa (1946), tramite il quale indagò sulle complicità della vecchia classe di potere persiana.

### La civetta cieca
Una delle sue opere più note è La civetta cieca (in persiano buf-e kur); è un racconto in cui un pittore riflette, parlando dei suoi incubi, della influenza dell'idea della morte sulla esistenza umana. Il racconto fu scritto nel 1930 e venne pubblicato prima in Francia e poi in Italia.

## Traduzioni italiane
- Sadeq Hedayat, Il randagio e altri racconti, Milano, Carbonio, 2021 (traduzione di Anna Vanzan)
- Sadeq Hedayat, La civetta cieca, prima traduzione dal persiano di Anna Vanzan (con introduzione a cura di Anna Vanzan), Milano,Carbonio Editore, Milano, 2020.
- Sadeq Hedayat, La civetta cieca. Tre gocce di sangue, Milano, Feltrinelli, 2006.
- Sadeq Hedayat, Sepolto vivo, Brescia, Chersilibri, 2004.
- Sadeq Hedayat, La carovana dell'Islam, Brescia, Chersilibri, 2011.
- Sadegh Hedayat, Hadji Agha, Brescia, Chersilibri (free online, dal sito di Chersilibri)
- Sadeq Hedayat, Tre gocce di sangue, Milano, Feltrinelli,1960 (poi Milano, ES, 1993; poi 1979)